# Calle de San Quirce
La calle de San Quirce es una vía pública de la ciudad española de Segovia.

## Descripción
La vía, que debe el título a la iglesia del mismo nombre, discurre desde la plaza de San Nicolás hasta la calle de Capuchinos Alta. Aparece descrita en Las calles de Segovia (1918) de Mariano Sáez y Romero con las siguientes palabras:

San Quirce.—Comienza en la plazuela de San Nicolás y sale a la de Capuchinos. Tiene la calle diversidad de casas modestas, y alguna grande y con heráldicos escudos que ocupa la Administración militar y a su terminación, ya en la plazuela de Capuchinos, está la iglesia de San Quirce, dedicada hoy a almacén de paja y provisiones para el ejército. Se conservan en la iglesia dos ábsides y ventanas, la base de la torre y una bonita portada, todo románico. En ella estuvo el sepulcro de D. Diego Enríquez del Castillo, cronista que fué de Enrique IV y que vivió en la calle de Valdeláguila.
(Sáez y Romero, 1918a, pp. 169-170)

Existió, asimismo, una «travesía de San Quirce» que conectaba esta calle con la plaza de la Trinidad. Así la describía Sáez y Romero en aquella misma obra:

San Quirce (Travesía de).—Desde la plazuela de la Trinidad va a la calle de San Quirce. Es una encrucijada sombría y solitaria, sin más particular que contemplarse desde ella el ábside de la iglesia de la Trinidad.
(Sáez y Romero, 1918b, p. 170)